# 마포 최사영 고택
마포 최사영 가옥(麻浦 崔思永 家屋)은 대한민국 서울특별시 성북구 성북동에 있는 대한제국시대 최사영(崔思永)이 1906년 마포(麻浦)에 건립한 집의 안채로 추정되는 건물이다. 2007년 5월 30일 서울특별시의 문화재자료 제37호로 지정되었다.

## 참고 문헌
- 마포 최사영 가옥 - 국가유산청 국가유산포털